# Arthur Horváth

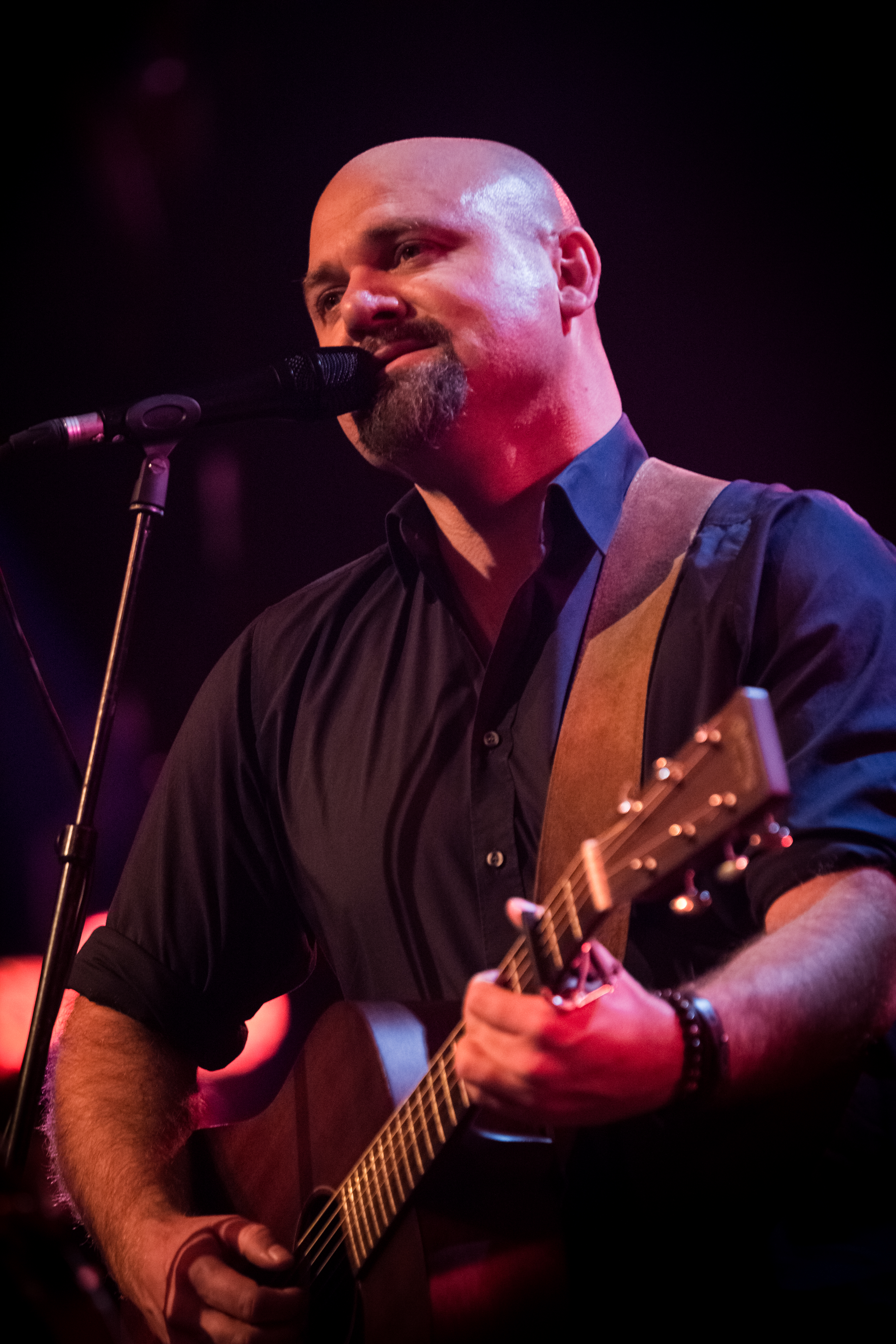
Arthur Horváth live bei den Leverkusener Jazztagen 2016

Arthur M. Horváth (* 21. Mai 1974 in Arad, Rumänien) ist ein deutscher Liedermacher.

## Leben
2007/2008 veröffentlichte Horváth den Song Zurück nach Zürich, den er ursprünglich für seine Ehefrau, eine Schweizerin, geschrieben hatte. Dabei bewerteten die Zürcher Medien den Song entweder reißerisch missbilligend (Blick, heute) oder ausgesprochen positiv (Tages-Anzeiger, TeleZüri, Radio Energy Zürich).
Von 2007 bis 2010 nutzte Zürich Tourismus den Song (Video, Download) auf der Tourismuswebsite der Stadt.
Horváth war mehrfach international auf Tournee. Er wurde für das Finale des Stuttgarter Chanson- und Liedwettbewerbes nominiert und gewann Ende Dezember 2009 das WDR 2-Hörervoting mit seinem Titel Die besten Jahre.
Neben seinen musikalischen Aktivitäten engagiert sich Arthur Horváth, der auch als Sponsoringbeauftragter der Leverkusener Jazztage und der Stadt Leverkusen fungiert, in kulturellen Integrationsprojekten und unterstützt im Rahmen der Leverkusener Jazztage den deutschen Jazznachwuchs (U 35). Er ist Initiator und Jurymitglied des deutschen Jazzpreises „Future Sounds“. Horváth lebt in Leverkusen.

## Rezeption
„Horváths Musik hat ... Hand und Fuß. Sie ist gerade in ihrer spartanischen, rein akustischen Instrumentierung mit Gitarre, Bass, Klavier und Perkussion auf hohem technischem Niveau. ... Horváths Texte sind ausgefuchst, reif und authentisch: Er singt über all das, was man auch schon erlebt hat. Und er vermag all das in die rechten Worte zu packen.“

## Diskografie
(Alle bisherigen Veröffentlichungen auf dem eigenen Label „Papa-Records“ erschienen)
- 2006, (Papa records, LC 14737), LP Glaube, Liebe, Hoffnung, ein Paradies voller Äpfel
- 2007, (Papa records, LC 14737), Single Zurück nach Zürich
- 2008, (Papa records, LC 14737), LP Zürich
- 2009, (Papa records, LC 14737), Live LP Unplugged/ungeschminkt
- 2010, (Papa records, LC 14737), Single Wir2 von Orange bis Feuerrot
- 2012, (Papa records, LC 14737), EP Loslaufen
- 2013, (Papa records, LC 14737), Single Geschenke dieses Lebens
- 2015, (Papa records, LC 14737), LP (Später) Jetzt ans Meer